# Зевенберген, Максимилиан ван Берген
Максимилиан ван Глим ван Берген (нидерл. Maximiliaan van Glymes van Bergen; фр. Maximilien de Glymes de Berghes; ум. 1522), владетель Гревенхука и Зевенбергена — придворный и дипломат Габсбургских Нидерландов.

## Биография
Сын Корнелиса ван Бергена, адмирала Нидерландов, и Марии Маргареты ван Стриен, владетельницы Зевенбергена.
Унаследовал большую часть владений отца, в том числе Хисвейк и Динтер, а также, вероятно, Схиндел и Миддероде. От матери ему достались Зевенберген, Норделос и Хемскерк в Голландии.
7 марта 1498 поступил в Лувенский университет.
В 1502 году сопровождал Филиппа Красивого в поездке в Испанию, в 1506 году упоминается в числе его камергеров.
Владения Глимов сильно пострадали во время Гелдернской войны. В 1512 году гелдернцы сожгли Геффен, Нуланд, Хинтам, Мидделроде, Схиндел, Лисхаут и Стифут, а 26 января 1513 года напали на замок Хисвейк. Его удалось отстоять, но деревни Хисвейк и Динтер были полностью сожжены.
Коперберг полагает, что Максимилиан ван Берген был одним из командиров под началом Рудольфа Анхальтского, так же как Ян III ван Берген и его сын.
В 1514 году он упоминается среди членов Военного совета, а в 1515 году Спинелли называет Максимилиана в числе тех, кто пытался противостоять сеньору де Шьевру.
Стареющий Ян III ван Берген, владетель Валена, постепенно отходил от государственных дел, уступая дорогу Максимилиану. В ноябре 1516 на капитуле в Брюсселе он был принят в рыцари ордена Золотого руна.
В качестве дипломата выдвинулся в 1518 году, будучи вместе с Генрихом фон Нассау направленным на Франкфуртский рейхстаг представлять интересы короля Испании Карла I, выдвигавшего свою кандидатуру в императоры. В 1519 году ван Берген, предпринявший значительные усилия в ходе избирательной кампании, стал официальным представителем Карла, и 4 марта подписал условия, на которых тот получал императорскую корону. Затем отправился на переговоры в Швейцарию, и 12 апреля присутствовал в Констанце.
Предположительно, ему адресовано послание Эразма Роттердамского № 593.
Умер в 1522 году, в ходе посольства в Рим. Морис и Коперберг, по-видимому, ошибочно датируют его смерть 1544 годом.
Максимилиан был женат на Анне ван дер Грахт (ум. 1545), бургграфине (виконтессе) Фюрна, дочери Франса ван дер Грахта, владетеля Леувергема и великого бальи Гента, и Адрианы ван Ставеле, бургграфини Фюрна. Брак бездетный. Вторым браком Анна вышла за Антуана де Кроя, сеньора де Сампи.
Богатые владения семьи унаследовал младший брат Леонард ван Глим, а после его смерти в 1523 году большая часть отошла к сестре Максимилиана Марии ван Глим, жене Луи де Линя, барона де Барбансона, а Хисвейк и Динтер достались третьему брату Корнелису ван Глиму, князю-епископу Льежа.